# Camille Quinet
Camille Quinet (1879-1961) plus connu sous le nom de Chanoine Quinet fut successivement prêtre du diocèse de Reims (ordonné en 1904), puis du diocèse de Paris, chanoine honoraire (1933). Inspecteur de l'enseignement religieux dans le diocèse de Paris (en 1928 et en 1935). Secrétaire administratif de la Commission nationale de l'enseignement religieux (à partir de 1942).
Il est célèbre pour son Catéchisme à l'usage des diocèses de France coécrit avec chanoine Boyer en 1941 qui a bercé tout une génération de catholiques francophones, jusqu'après le concile de Vatican II.